# Roberto Torres Morales
Roberto Torres Morales (Arre, Navarra, 7 de marzo de 1989) conocido deportivamente como Roberto Torres, es un futbolista español qué juega como centrocampista en el Gimnàstic de Tarragona de la Primera Federación de España.

## Trayectoria
Empezó a jugar al fútbol en el equipo navarro de la Txantrea, club afiliado al Athletic Club, desde los nueve años. Acudía habitualmente a torneos con el equipo rojiblanco, pero no se llegó a incorporar a su cantera. Mikel San José fue su compañero hasta que separaron sus caminos en 2005. Decidió incorporarse a Osasuna en 2006, que había mostrado un gran interés en el jugador. Estuvo una temporada en el equipo juvenil y cinco temporadas más en el filial rojillo que entrenaba Miguel Merino. En 2012 subió definitivamente al primer equipo.
Fue José Luis Mendilibar quien le hizo debutar en el primer equipo. Su debut tuvo lugar el 11 de diciembre de 2011, ante el Málaga en La Rosaleda. No disputó demasiados partidos porque era el jugador más importante del filial, con el que anotó 16 goles en 35 partidos. Su etapa en el filial navarro concluyó con 132 partidos disputados y 23 goles.
En la temporada 2012-2013 no contó con demasiados minutos, pero fue capaz de anotar su primer gol en Primera División. Fue en el Santiago Bernabéu, en su primer partido como titular en Liga, en la derrota por 4-2 ante el Real Madrid.
Con la llegada de Javi Gracia se convirtió en titular indiscutible. Fue capaz de anotar, nuevamente, en el primer partido bajo sus órdenes. La temporada concluyó con el descenso del equipo, pero Roberto fue el segundo máximo goleador del equipo, con seis goles, tras Oriol Riera y uno de los jugadores más destacados. La temporada 2014-2015 fue una temporada difícil ya que el club estuvo cerca de descender por segunda vez consecutiva. El club pamplonés consiguió la salvación en el último minuto de la última jornada en Sabadell. Roberto disputó 38 partidos y anotó 3 goles. En la siguiente temporada, logró el ascenso a Primera División. Consiguió su mejor registro goleador con 12 goles, 7 de ellos de penalti, además de disputar 42 partidos.
En enero de 2019, fue nombrado mejor jugador del mes de enero en Segunda División por parte de la Liga de Fútbol Profesional. Acabó la temporada como máximo goleador del equipo con doce goles igualado con Juan Villar, claves en el ascenso a Primera División.
El 31 de agosto de 2019, en su tercer partido en La Liga 2019-20, anotó un doblete frente al FC Barcelona (2-2) que permitió alcanzar los diecisiete meses sin perder en El Sadar.
En enero de 2023, tras rescindir su contrato con CA Osasuna, firma por el Foolad Football Club de la Iran Pro League, primera división de Irán.
Para la temporada 2023/24, firma un nuevo contrato por el también equipo iraní Gol Gohar Sirjan.

### Selección del País Vasco
El 28 de diciembre de 2013 debutó con la selección del País Vasco en un amistoso ante Perú, logrando uno de los seis goles. También jugó, en años sucesivos, dos amistosos ante la selección de Cataluña (1-1).

## Clubes
| Club                  | País    | Año       | Liga      | Partidos | Goles |
| --------------------- | ------- | --------- | --------- | -------- | ----- |
| C. A. Osasuna B       | España  | 2007-2012 | 2ªB       | 132      | 23    |
| C. A. Osasuna         | España  | 2011-2022 | 1.ª y 2.ª | 353      | 60    |
| Foolad F. C.          | Irán    | 2023      | 1ª        | 15       | 2     |
| Gol Gohar Sirjan      | Irán    | 2023-2024 | 1ª        | 12       | 5     |
| Inter Club d'Escaldes | Andorra | 2024-2025 | 1ª        | 10       | 2     |
| Nàstic de Tarragona   | España  | 2025-     | 1ª RFEF   | 20       | 0     |

Debut en 1ª División: 11 de diciembre de 2011, Málaga C. F. 1-1  C. A. Osasuna
| Temporadas en 1ª | Partidos en 1ª | Goles en 1ª | Partidos en Copa | Goles en Copa | Internacional |
| ---------------- | -------------- | ----------- | ---------------- | ------------- | ------------- |
| 8                | 173            | 29          | 27               | 2             | Ninguna       |

## Selección nacional

### Selección de Euskadi
Torres también participó en cinco partidos con la selección del Euskadi/País Vasco (no afiliada a la FIFA), debutando contra Perú en Bilbao, España el 28 de diciembre de 2013. El partido amistoso, con victoria vasca por 6-0 marcando un gol al minuto 23, fue la gran inauguración del Estadio de San Mamés, con capacidad para 53.331 espectadores.

#### Goles internacionales
| N.º | Fecha                   | Sede                                 | Rival | Marcador | Resultado | Competición      |
| --- | ----------------------- | ------------------------------------ | ----- | -------- | --------- | ---------------- |
| 1   | 28 de diciembre de 2013 | Estadio de San Mamés, Bilbao, España | Perú  | 0 - 2    | 0 - 6     | Partido amistoso |